# María Bernaldo de Quirós
María Salud Bernaldo de Quirós (Madrid, 26 de març de 1898 - íd., 26 de setembre de 1983) va ser la primera dona a Espanya a obtenir una llicència de pilot. Va pasar l'examen a principis d'octubre de 1928 i va rebre la llicència de l'Escola Nacional Aeronàutica el 24 de novembre. El primer pilot espanyol masculí havia fet el seu primer vol a Espanya set anys abans.

## Biografia
Nascuda el 26 de març de 1898 a Madrid, Bernaldo de Quirós era filla dels aristòcrates Rafael Bernaldo de Quirós Mier i Consolación Bustillo Mendoza.

## Carrera de vol
Encara que Bernaldo havia somiat amb volar des de petita, no va ser fins al seu segon matrimoni que va començar a entrenar amb l'instructor de vol José Rodríguez Díaz de Lecea en un avió De Havilland DH.60 Moth. Bernaldo va rebre la seva llicència del Real Aeroclub de España a l'aeròdrom de Getafe, al sud de Madrid.

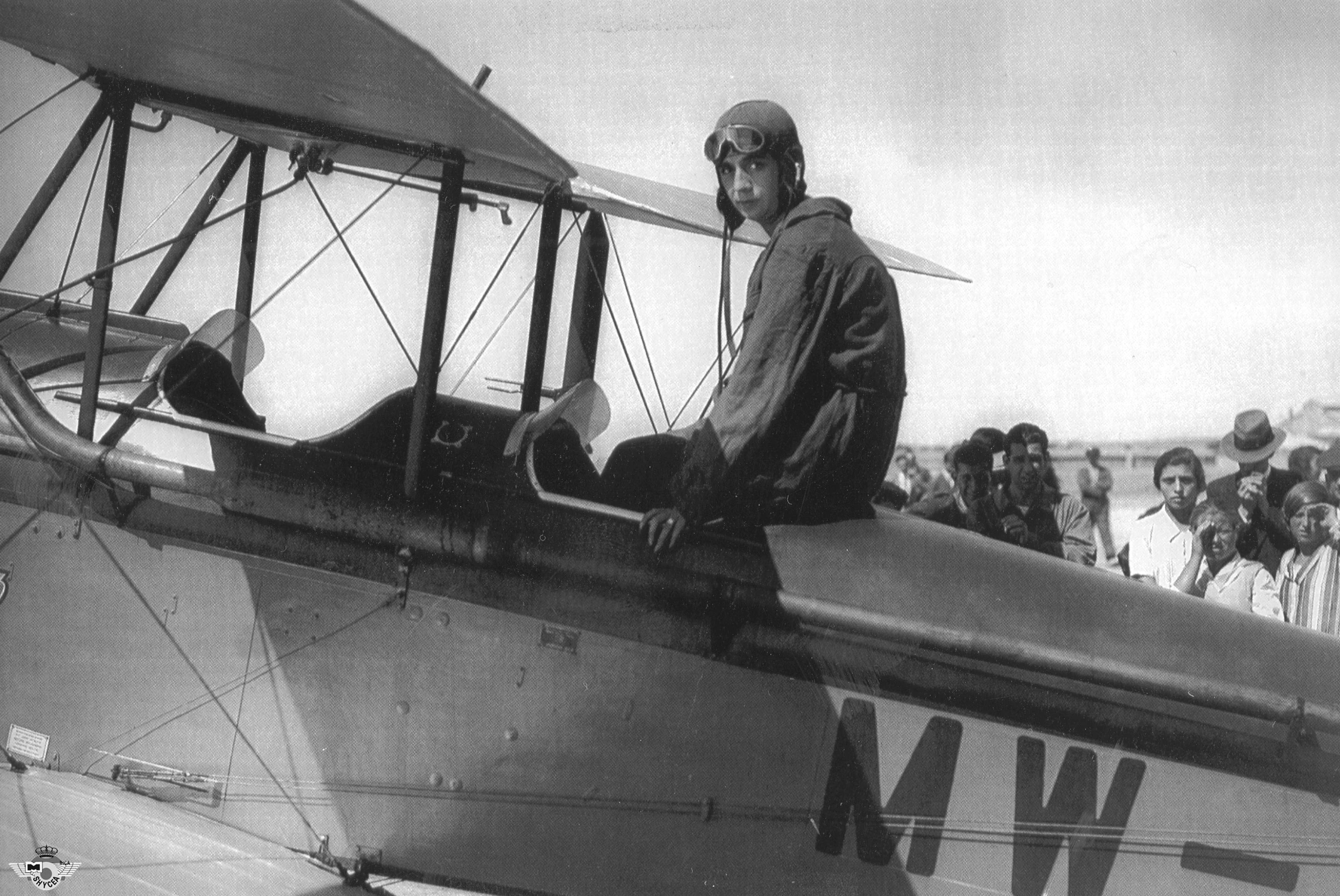
María Bernaldo de Quirós, a bord del seu avió

Va participar en diverses manifestacions i exposicions de vol al nord d'Espanya, entre les quals les de Vitòria, Sant Sebastià, Oviedo, Gijón i Vigo. També va sobrevolar el cotxe de l'infant Jaume, duc de Segòvia, quan va arribar a la Corunya l'any 1929, llançant flors per sota, al seu pas. El mateix any, com a resultat de l'aclamació del públic, va rebre la insígnia d'aviació militar del Royal Aero Club, una distinció rara.
Ella mateixa va destacar en diverses entrevistes publicades a la premsa com s'havia convertit en una «dona moderna». En una ocasió va comentar: «A mesura que l'opinió pública evolucioni, la gent s'adonarà que les dones poden fer més que brodar».

## Vida personal
Es va casar dues vegades, la primera de les quals amb el seu cosí Ramón Bernaldo de Quirós Argüelles, que va morir l'any 1920. La parella va tenir dos fills però tots dos van morir, poc després del seu marit. L'any 1922, Bernaldo de Quirós es va casar amb José Manuel Sánchez-Arjona Velasco, però el matrimoni va durar poc.
Una relació desenvolupada amb el seu instructor de vol Díaz de Lecea, va portar al divorci del seu marit el 1929. Va ser una de les primeres dones que es va servir de la Ley del Divorcio de la Segona República.
Com a conseqüència de la Guerra Civil espanyola i el seu desenllaç, se sap poc de la vida posterior de Bernaldo, tot i que sembla que s'arrenglerà en el bàndol franquista i el sector conservador, i es reclogué en la vida domèstica. Va continuar sent la companya de Díaz de Lecea fins que ell va morir, el 1967.

## Mort i llegat
Bernaldo va morir el 26 de setembre de 1983. Un carrer de Ciudad Rodrigo porta el seu nom.
La companyia aèria de bandera espanyola Iberia ha batejat un avió amb el seu nom, un Airbus A320 NEO, matrícula EC-NJU.